# Charlie Parker
Charles Christopher Parker, Jr. (Kansas City, Kansas, 1920. augusztus 29. – New York, 1955. március 12.) Grammy-díjas amerikai jazz-szaxofonos, zeneszerző.
Az egyik legnagyobb hatású jazz-zenészként tartják számon Louis Armstrong és Duke Ellington mellett. Elismertségét és hírnevét mi sem bizonyíthatja jobban, mint a szakmai kritika hangját megszólaltató Scott Yanow jazz kritikus véleménye: „Parker vitathatatlanul minden idők legnagyobb szaxofonosa volt.” Beceneve a „Yardbird” (fegyenc, csirke/baromfi) vagy „Bird” (madár) még karrierje kezdetén ragadt rá és többféle magyarázat is született róla. Beceneve sok művében visszaköszönt, például: „Yardbird Suite”, „Chasin’ the Bird”, „Blue Bird” vagy „Bird Feathers”. Többek között a nevét viseli egy nightclub New Yorkban (Birdland) George Shearing híres száma a Lullaby of Birdland, illetve Wayne Shorter, Jaco Pastorius és Joe Zawinul zenekarának a Weather Reportnak, „Birdland” című kompozíciója.
Parker vezető szerepet játszott a bebop stílus megalkotásában, amit gyors tempó (többnyire 200-300 BPM között) és a melódia helyett a harmóniára alapozott komplex improvizáció. Parker újszerű megközelítése a melódia-ritmus-harmónia hármashoz, hatalmas befolyással bírt és bír a zenészekre mind a mai napig. Sok szerzeménye vált többször feldolgozott standard zenévé, például a „Billie’s Bounce”, „Donna Lee”, „Antropology”, „Ornithology”.
Parker szárnyaló, gyors és ritmikailag aszimmetrikus rögtönzései könnyen ámulatba ejthetik azt, aki hallgatja. Mindazonáltal ha közelről vizsgáljuk a játékát hallhatjuk, hogy minden szólója teljes, tudatosan felépített frázis, ahol minden hangnak megvan a maga helye. Parker ötletei a harmóniákról forradalmiak voltak, bemutatva egy új hangzást, használva az akkordok színező hangjait,(9, 11 és 13),  valamint egész sor új alterált akkordot és skála behelyettesítéseket (például tritónusz behelyettesítés). Szaxofonjának hangja egyszerre volt tiszta, metsző és szomorúan édes. Habár rengeteg felvétele demonstrálja Parker szikrázóan virtuóz és harmóniailag bonyolult játékát, (a korai „Ko-Ko” remek példa erre), bluest is ugyanolyan jól játszott. Téma nélküli blues improvizációja a „Parker’s Mood” egyike a legmélyebb hatású felvételeknek, mint például Armstrong „West End Blues”, vagy Miles Davis „Flamenco Sketches” című száma.
Számos alkalommal keverte a jazzt más műfajokkal a klasszikus zenétől a latin zenéig, kikövezve az utat a jövő jazz generációinak.

## Életpályája

### Gyermekkora
Charles Christopher Parker Jr. Kansas Cityben, Kansas államban született és Kansas Cityben, Missouri államban nőtt fel. Az egyetlen gyermeke volt Charles Parkernek, és az akkor 17 éves Addie Bayleynek. Édesapja énekes-zongorista volt a környék bárjaiban, később vasúti pincér, vagy szakács. Édesanyja a helyi Western Union kirendeltségen dolgozott.
Korai éveiben zenei tehetsége csak abban mutatkozott meg, hogy énekelt a helyi katolikus iskola, a Charles Sumner Általános Iskola kórusában. Parker 11 évesen kezdett zenélni először, majd 14 évesen bekerült az iskolai zenekarba ahol alt-, majd baritonszaxofonon játszott, amelyet az iskolától bérelt. Ekkortájt a legnagyobb hatással egy harsonás, Robert Simson volt rá, akitől tanulta az improvizálás alapjait. Ezután kérte meg anyját, hogy vegyen neki saját szaxofont, amit 13 évesen meg is kapott.
Az állítás, miszerint Parker soha nem tanult zenét, egyszerűen nem igaz. Egy történet szerint, A Kansas béli Hi Hat Clubban beszállt egy jam session-be (örömzenélés), hogy eljátszhassa azt a két számot, amit megtanult fejből: a „Lazy River” és a „Honeysuckle Rose” című darabokat. Sajnos – vagy éppen szerencsére- a zenekar más hangnemben kezdte játszani, mint amit Parker megtanult, ezt észre sem véve játszott tovább. Mindennek a tetejébe, halvány fogalma sem volt arról, hogy hogyan kell improvizálni. A zenekar kinevette és kiközösítette a klubból.

### Korai évei
1937-ben Parker a Reno Club-ban beszállt egy örömzenélésbe a Count Basie bigband zenészeihez. A dobos ’Papa’ Jo Jones Parker szólója közben leszerelte az egyik cintányért és keresztülvágta a termen, hogy érzékeltesse véleményét a fiatal Bird tehetségéről. Parker megszégyenülten hagyta el a klubot, és ezután évekig csak gyakorolt. Fejleszteni kezdte magát azzal, hogy megtanulta a blues, a „Cherokee” és a "rhythm changes” harmóniamenetét mind a 12 hangnemben. Egy interjúban, amit Paul Desmond szaxofonos készített vele, elmondta, hogy képes volt napi 12-15 órát gyakorolni 3-4 évig. Ez a történet segíthet megérteni, hogy miért játszott néha szokatlan hangnemekben, például hangzó E-ben (ami az altszaxofonon C#-t jelent). Ebben az időben a legnagyobb példaképe a Basie bigband altszaxofonosa, Buster ’Professor’ Smith volt.
Szintén 1937-ben csatlakozott az autodidakta zongorista és zenekarvezető Jay McShann zenekarához és beutazta az államok délnyugati részét, valamint megfordult Chicagoban és New Yorkban is. Ezzel a zenekarral készítette első felvételeit, a „Moten Swing”, „Lady Be Good” és „Coquette” című felvételeket 1940 novemberében. Fél évvel később készültek az első eladásra szánt felvételek, a „Swingmatism”, „Dexter Blues” és a „The Jumpin’ blues” melyeket Dallasban, 1941 áprilisában vettek fel.

### New Yorkban
1939-ben költözött New Yorkba. Folytatta zenei karrierjét, de sok más munkája is volt, többek között mosogatott egy étteremben, ahol a világ egyik legjobb zongoristájaként számon tartott Art Tatum játszott. Parker stílusában később visszaköszönt Tatum virtuóz játéka.
1942-ben Parker otthagyta McShann zenekarát, és a szintén zongorista Earl ’Fatha’ Hinesszal játszott együtt hét hónapot. A bebop korai időszakát nehéz dokumentálni, mivel a Zenészek Amerikai Szövetségének sztrájkja miatt nem készültek hivatalos felvételek 1942 és 1943 nagy részében. Azt mindenesetre tudjuk, hogy Parker több zenésszel járt össze olyan Harlem-béli helyeken, mint a Minton’s Playhouse és a Clark Monroe’s Uptown House. Ezek között a stílusromboló –és építő zenészek- között találjuk John Birks ’Dizzy Gillespiet, a zongorista Thelonious Monkot, a gitáros Charlie Christiant, valamint Max Roach és Kenny ’Klook’ Clarke dobosokat. A bebop zenészek hitvallását jól kifejezi az a szállóige, amit Mary Lou Williams Monknak tulajdonított: „egy olyan zenét akartunk, amit ők nem tudnak eljátszani”. Az ők ebben az esetben a többi, nagyrészt fehér zenészeket, zenekarvezetőket jelentette, akik kisajátították maguknak a zeneipart és profitáltak belőle, valamint olyan nem szívesen látott zenészeket, akik Parkerrel, Dizzy Gillespievel és a többiekkel akartak játszani. Ezek a zenekarok a méltán híres 52. utca mulatóiban játszottak. Parker ebben az időben sokat tanult az elismert zenetanártól, Maury Deutchtól.

### Bebop
Ekkorra Parker már a bebop egyik vezető egyéniségének számított. Állítása szerint az új stílus úgy született, hogy 1939-ben a „Cherokee” című sztenderdet játszotta William ’Biddy’ Fleet gitárossal, amikor megtalálta azt a módszert, amivel lejátszhatta azt a hangzást, amit néha hallott a fejében. Elkezdte a skálák akusztikai felső tartományát használni, vagyis az akkordok 9. 11. és 13. fokait. Ekkor Parker rájött, hogy a kromatikus skála 12 hangja könnyen átvezet bármilyen más hangnembe, amivel áttörte azokat a korlátokat, amibe a zenészek beleütköztek. A valóságban a bebop születése sokkalta nagyobb horderejű mozzanat volt, mint ahogy ezt ez a történet érzékeltetni tudja.
Korai éveiben ez a stílust mellőzték és megvetették az öregebb, befutott zenészek. (Louis Armstrong még egy bebopot gúnyoló dalt is írt, amiben többek között scat-énekesi tudását felhasználva „érzékeltette” a bebop zene összevisszaságát, és létjogosulatlanságát a swinggel szemben). Ezeket a zenészeket a bop követői nemes egyszerűséggel penészes fügéknek hívták.
Ugyan néhány híres muzsikus, mint például Coleman Hawkins tenorszaxofonos, és Benny Goodman, a ’swing királya’ pozitívan fogadta ezt a modernebb stílust, a bebop 1945-ig szerény népszerűségnek örvendett. Ebben az évben, június 22-én volt ugyanis Parker és Dizzy, New York-i városházán előadott koncertje, ami alapjaiban rengette meg a jazz világát. Ezt a felvételt csupán 2005-ben adták ki az Uptown Records gondozásában.
November 26-án volt egy másik koncert, amit az LP-korszakban a legjobb jazzkoncertnek választottak. Ezen a koncerten olyan dalok hangzottak el, mint a „Ko-Ko” (a „Cherokee” harmóniáit felhasználva), a „Billie’s Bounce”, „Now’s the Time” (12 ütemes bluesok) és a „Thriving on a Riff”.
Nem sokkal később a Parker/Gillespie zenekar Los Angelesbe utazott, hogy eleget tegyenek egy megbeszélt előadásnak Billy Berg klubjában, ami nem volt túl sikeres. Ezután a zenekar nagy része visszament New Yorkba, míg Parker Kaliforniában maradt.

### Drogfüggőség
1936-ban, Hálaadáskor Parker autóbalesetet szenvedett, -amelynek következtében több bordája is eltört és a gerince is megsérült- kórházba került és rövid idő alatt morfin függővé vált. Drogfüggősége élete végéig kísérte és halálában is szerepet játszott. Élete jó példa a jazz és a drogok kapcsolatára ebben a korban.
Habár függősége ellenére is kiválóan játszott, viselkedése kezdett veszélyesen szeszélyessé válni. Mivel a drogterjesztője letartóztatása után nehezen jutott anyaghoz, inni kezdett, hogy kompenzálja a heroin hiányát.
Erre ékes bizonyíték az 1946. július 29-én fölvett lemez. Nem sokkal előtte Parker körülbelül egy liter whiskey-t ivott meg. A „Max Making Wax” című szám felvételénél tisztán hallható, hogy az első két ütemben nem tud belépni, szólója elején pedig annyira dülöngélt a mikrofon előtt, hogy szaxofonjának hangja többször is elhalkul. A következő szám, a „Lover Man” rögzítésénél Ross Russel producer tartotta Parkert a mikrofon előtt. Az utolsó számnál a szólója első nyolc ütemével még elboldogult, de a következő nyolcban annyira elkezdett erőlködni, hogy a felvételen közreműködő trombitás, Howard McGhee ráordított Bird-re, hogy: „Fújjál!”. McGhee üvöltése tisztán hallható a felvételen. Néhányan, például a bőgős Charles Mingus szerint ezek a felvételek a jobbak közé tartoznak, a nyilvánvaló hibák ellenére is. Parker gyűlölte ezt a felvételt, és sosem bocsátotta meg Ross Russelnek, hogy kiadta a lemezt.
A lemezfelvétel estéjén szállodai szobájában Parker annyira berúgott, hogy többször ment le a hotel előcsarnokába anyaszült meztelenül, hogy telefonálni akar, de ezt mindig megtagadták tőle, végül a szálloda vezetője egyszerűen bezárta őt a szobájába. Valamikor az éjszaka folyamán aztán felgyújtotta hotelszobájának ágyát egy cigarettával, majd végigrohant a szálló előcsarnokán, mindössze a zokniját viselve. Letartóztatták és beutalták a Camarillo Állami Elmegyógyintézetbe, elvonókúrára, ahol hat hónapot töltött.
Elhagyva a kórházat Parker tiszta és egészséges volt és elkészítette élete legjobb felvételeit. Mielőtt eljött Kaliforniából felvette a „Relaxin’ in Camarillo” című felvételt, utalva kórházi ápolására. Visszatérve New Yorkba több tucat Savoy és Dial jelzésű lemezt vett fel. Sok ezek közül az úgynevezett klasszikus kvintettjével készült, vagyis Miles Davis trombitással, Duke Jordan és Bud Powell zongoristával, Tommy Potter basszistával és Max Roach dobossal. Fontos mozzanatai voltak ennek az időszaknak azok a felvételek, amelyeket a zenekar lassú, ismert dalokról készített, például az „Embraceable You” vagy a „Bird Of Paradise” (az „All The Things You Are” akkordmenetével).

### Charlie Parker vonósokkal
Parker egyik régi álma volt, hogy vonósokkal lépjen fel, mivel a klasszikus zene nagy rajongója volt. Megalkotta „Third Stream Music” (harmadik folyam) fogalmát, egy újfajta zenét elegyítve benne mind a jazzt, mind pedig az európai klasszikus zenét. Végül 1949. november 30-án megadatott neki a lehetőség, mivel Norman Granz producer összehozott neki egy felvételt, melyen balladákat vettek föl jazz- és kamarazenészekkel. A lemezen Chalie Parker altszaxofonon, Mitch Miller oboán és angolkürtön, Bronislav Gimpel, Max Hollander és Milton Lamask hegedűn, Frank Brieff mélyhegedűn, Frank Miller csellón, Meyer Rosen hárfán, Stan Freeman zongorán, Ray Brown bőgőn és Buddy Rich dobon működött közre. A karmester-hangszerelő pedig Jimmy Carroll volt. A felvett számok közül hat szám, „Just Friends”, „Everything Happens to Me”, „April in Paris”, „Summertime”, „I Didn’t Know What Time It Was” és az „If I Should Lose You” került fel a Bird With Strings néven kiadott albumra. A hangszerelések megidézik Csajkovszkij szellemiségét a maguk elsöprő drámaiságukban. A ritmusszekció egy rendkívül finom swinget játszik a háttérben, tökéletes elegyet alkotva a zenekarral. Parker szólói a többi felvételéhez képest sokkal letisztultabbak, takarékosabban bánik a hangokkal. Szaxofonjának hangja sötétebb és puhább, játéka gyönyörűen idézi és díszíti az eredeti melódiát, nem annyira a harmóniai alapú improvizációról szól. Ezek a felvételek azon kevesek közé tartoznak, amelyek alatt Parker kordában tudta tartani függőségét, józansága és tiszta elméje tökéletesen hallható a lemezen. Magának Parkernek is ez volt a kedvenc lemeze. Habár nem ez volt az első eset, hogy a klasszikus- és a jazz zene keveredtek, ez volt az első olyan lemez, ahol egy bebop zeneszerző egy vonószenekarral dolgozott együtt.
Sok rajongója szerint Bird eladta magát, hogy megfeleljen a populáris ízlésnek, ám az idő őt igazolta. A Bird With Strings lett a legjobban eladott lemeze, és a „Just Friends” című szám az egyik legjobb felvétele.

### Sztárság
1950-re a jazzvilág nagy része Parker hatása alá került. Sok zenész írta le és másolta a szólóit.
1953-ban Parker koncertet adott a Torontoi Massey Hall-ban Gillespie, Mingus, Bud Powell és Max Roach közreműködésével. Sajnálatos módon a koncert egy időben zajlott Rocky Marciano és Jersey Joe Walcott boxmérkőzésével, emiatt kevesen látták. Szerencsére Mingus felvette a koncertet, és az album Jazz At Massey Hall néven egyike lett a legjobb élő koncerteknek a jazztörténelemben. Ezen a koncerten kapott kölcsön egy műanyag hangszert, az úgynevezett Grafton szaxofont. Később a freejazz szaxofonos, Ornette Coleman használta ezt a márkát karrierje kezdetén. Parker azért használta ezt a hangszert, mert sajátját (mint már annyiszor élete során) eladta, hogy drogokat vehessen az árából és az egyetlen hangszer, amit Torontóban találtak, a Grafton volt.
Parker sokszor jelent meg hangszer nélkül fellépés előtt, és többnyire az utolsó pillanatban kért kölcsön egyet valakitől. Sok fotó van, amin egy Conn 6M típusú hangszert tart a kezében, ami könnyen felismerhető volt arról, hogy az oktávváltó a szaxofon nyaka alatt futott, de rengeteg fényképen szerepel különféle hangszerekkel, amelyeken a sokkal gyakoribb felül vezetett oktávváltó található. Ennek ellenére úgy tudták, hogy egy King Super 20-as szaxofont használ, amit neki készítettek 1947-ben.

### Halála
Halálakor Parker, a Stanhope Hotelben tartózkodott barátjánál, Nica (Pannonica) de Königswater bárónőnél és a Tommy Dorsey Showt nézte a televízióban. Habár a halál hivatalos oka tüdőgyulladás és egy vérző fekély volt, valójában a szinte az egész életét végigkísérő kábítószer és alkohol miatt hunyt el. A kiérkező halottkém 50-60 évesnek becsülte Parkert. 34 éves volt. Missouriban, Kansas City-ben a Lincoln temetőben temették el.
Parker hátrahagyott egy özvegyet, Chan Parkert, (Chan Richardson), egy – ma már szintén zenész – lányt Kim Parkert, és egy fiút, Baird Parkert. Közös életüket Chan jegyezte le életrajzában, melynek címe „My Life in E flat” (életem Esz-ben).

## Zenei világa
Parker rengeteg számot hozott létre oly módon, hogy a témát amit írt egy meglévő mű akkordmenetével párosította. Ez manapság is gyakorlat a jazzben. Ilyen művei: „Ornithology” (How High The Moon), „Yardbird Suite” (What Price Love), „Donna Lee” (Back Home Again In Indiana) „Thriving On A Riff” (I Got Rhythm), „Marmaduke” (Honeysuckle Rose). Habár sok száma íródott 12 ütemes blues formában, például „Now’s The Time”, „Billie’s Bounce”, „Cool Blues”, Parker is megalkotta saját blues struktúráját, amelyben a végletekig vitte a különböző alterációkat, bluesba ültetett ii-V-I formulákat, tritónusz behelyettesítéseket. Ez a „Blues For Alice” című szám. Ezt a különleges akkordmenetet Bird Changes (Bird váltások) néven ismerjük. Habár művei nagyrészt bonyolult témával és kevés ismétléssel íródtak, írt olyan számot is, ami az ismétlésre épül, ezek közül a leghíresebb a „Now’s The Time”. Ezen kívül Parker egy ritmikai szótárat is létrehozott amelyben triolák, előke hangok, valamint a kromatikus játékmód (a célhang alatti majd afölötti félhangot szólaltatja meg a célhang előtt, illetve 3-4 félhangos fel- és lefutásokat játszik amelyek rávezetnek a célhangra) tarkították az átlépést egyik harmóniáról a másikra, ami sokkal nagyobb szabadságot adott a zenészeknek, hogy olyan, az az éppen aktuális skálán kívül eső hangokat is meg merjék szólaltatni, amiket azelőtt elkerültek a disszonancia miatt. Parkert csodálták egyedi frazálása és játékának forradalmi ritmikája miatt. Felvételein és a halála után kiadott Charlie Parker Omnibook-on keresztül egyéni stílusa hosszú időre meghatározta –és határozza meg ma is- a jazz zenét. Manapság műveit és ötleteit lejegyzik, tanítják/tanulják, elemzik, így életműve minden jazzt tanuló diák tanulmányában helyet kap.

## Díjak és elismerések

### Grammy-díj
| Év   | Kategória              | Cím              | Stílus | Megjelölés | Eredmény |
| ---- | ---------------------- | ---------------- | ------ | ---------- | -------- |
| 1974 | Legjobb egyéni előadás | First Recordings | Jazz   | Onyx       | Nyertes  |

### Grammy Hall of Fame
Azon felvételek melyek bekerültek a Grammy Hírességek Csarnokába, amit 1973-ban alapítottak azon felvételek számára, melyek legalább 25 évesek, és „minőségi vagy történelmi fontossággal bírnak.”
| Felvétel éve | Cím                         | Típus        | Megjelölés | Bekerülés éve |
| ------------ | --------------------------- | ------------ | ---------- | ------------- |
| 1945         | ”Billie’s Bounce            | Jazz (szóló) | Savoy      | 2002          |
| 1953         | Jazz At Massey Hall         | Jazz (album) | Debut      | 1995          |
| 1946         | ”Ornithology”               | Jazz (szóló) | Dial       | 1989          |
| 1950         | Charlie Parker With Strings | Jazz (album) | Mercury    | 1988          |

### Beiktatások
| Beiktatás éve | Díj                                                             |
| ------------- | --------------------------------------------------------------- |
| 2004          | Jazz at Lincoln Center: Nesuhi Ertegün Jazz Hírességek Csarnoka |
| 1984          | Grammy Életműdíj                                                |
| 1979          | Big Band és Jazz Hírességek Csarnoka                            |

### Nemzeti Archívum
2002-ben a Kongresszusi Könyvtár bevette a „Koko” (1945) című művet a Nemzeti Archívumba.

### Egyesült Államok Postabélyege
Az Egyesült Államok postahivatala 32 centes emlékbélyeget bocsátott ki Charlie Parker tiszteletére 1995-ben.

## Emlékművek és tisztelgések
- 1949-ben a New Yorkban található Birdland nevű klub vette föl a nevét tiszteletből. Három évvel később George Shearing megírta a „Lullaby of Birdland” című számot.
- A legendás ’Bird Lives’ (Madár Él) felirat először falfirka formájában jelent meg New Yorkban, néhány órával Parker halála után. Ezt a frázist legtöbbször Ted Joans költőnek tulajdonítják.
- 1999-ben avatták fel az első szobrot az Amerikai Jazz Múzeumtól nem messze Robert Graham szobrász művét, egy körülbelül 3 méter magas bronz fejet.
- New Yorkban a B Sugárút 7. és 10. utca közti részét Charlie Parker útnak nevezték át 1992-ben. A ház ahol Parker Channel és a gyermekeivel élt, a B Sugárúton, a 9. és 10. utca között 1994-ben került be a Nemzeti Történeti Helyek Jegyzékébe.
- Minden augusztusban a New York-i Tribes Gallery szponzorálja a Charlie Parker Fesztivált, ami magába foglal zenei produkciókat, művészeti kiállításokat, felolvasásokat és utcabált valamint szabadtéri koncerteket augusztus 29-én (Parker születésnapján) A Tompkins Parkban, ami a Charlie Parker úton található.
- Minden hétköznap reggel Phil Schaap lemezlovas Parker zenéit játssza a WKCR rádióban. Műsorát a Birdflight-ot (A madár röpte) Parker zenéjének szentelte, és 1981 óta sugározza.

### Zenei tisztelgések
- Lennie Tristano szólózongora műve a Requiem, nem sokkal Parker halála után készült, egy lassú blues, ami több felülszinkronizálást is tartalmaz. Ez az egyik első ilyen jellegű zeneszám.
- Miután mélyen megérintette Parker halála, Moondog (amerikai vak zenész-zeneszerző, költő) megírta híres ”Bird’s Lament” (Madár Panasza) című esszét a memoárjában. Moondog azt állította összefutott Parkerrel az utcán, és megbeszélték, hogy egyszer zenélnek együtt.
- A kaliforniai együttes, a Supersax megharmonizálta Parker sok improvizációját egy szaxofon-kvintett számára, mely sokak szemében új élettel töltötte meg a szólókat.
- Phil Woods szaxofonos (Parker özvegyének későbbi férje) rögzített egy emlékkoncertet, és egy interjúban kijelentette, hogy Parker mindent elmondott, amit el kellett mondania.
- A Weather Report zenekar híres fúziós jazz és big band sztenderdje a „Birdland”, a Heavy Weather (1977) című albumról. Ez a szám tisztelgés volt a zenekarvezető Joe Zawinul részéről mind az 52. utcában található bár, mind Charlie Parker felé. Ebben a számban játszik a híres basszusgitáros, Jaco Pastorius. A Manhattan Transfer énekegyüttes elkészítette a „Donna Lee” szöveges változatát, Jon Hendricks szövegével.

### Egyéb tisztelgések
- Julio Cortazar a Belgiumban született argentin író Las armas secretas (Titkos fegyverek) című novellagyűjteményében az El Perseguidor (Az Üldöző) című novellát ajánlja Parkernek. Ez a történet egy Johnny nevű drogfüggő szaxofonos utolsó napjairól szól, az életrajzírójának, Brunonak a szemén keresztül.
- Clint Eastwood 1988 ban készítette el Bird című életrajzi filmjét, melyben Forest Whitaker játszotta Charlie Parkert.
- 1984-ben a legendás modern tánckoreográfus Alvin Ailey készített egy művet „For ‘Bird’ - With Love” (Madárnak Szeretettel) címmel. Ez a darab bemutatja az életét karrierje kezdetétől haláláig.
- 2005-ben a Henri Selmer Paris francia hangszergyártó cég piacra dobta a „Tribute to Bird” (Tisztelet Madárnak) nevet viselő altszaxofonját, Charlie Parker halálának 50. évfordulóján. Ezt a típust 2010-ig fogják gyártani, mindet egyedi gravírozással.
- Jean-Michel Basquiat amerikai festőművész sok műve született Parker tiszteletére, mint például a Charles the First, CPRKR, Discography I.

## Diszkográfia
Parker albumainak nagy részét három kiadónál vette fel.
- Savoy Records (1944-1949)
- Dial Records (1945-1947)
- Verve Records (1946-1954)

Sok élő felvétele változó minőségben szintén hozzáférhető. Ezek közül néhány a teljesség igénye nélkül:
- Live at Townhall with Dizzy (1945, először kiadva 2005)
- Bird and Diz at Carnegie Hall (1947)
- Bird on 52th Street (1948)
- Jazz at the Philharmonic (1949)
- Charlie Parker All Stars Live at the Royal Roost (1949)
- Charlie Parker with Strings (1950)
- One Nighn in Birdland (1950)
- Bird at the Hi Hat (1953)
- Charlie Parker at Storyville (1953)
- Jazz at Massey Hall (1953)

Meg kell még említeni a legendás Dean Benedetti felvételeket, hatalmas mennyiségű élő anyagot, amit a Parker rajongó Benedetti készített. Halálakor ezek a felvételek elvesztek, majd 1991-ben adták ki őket újra a Mosaic Records gondozásában. Érdekes módon ez volt a neve Benedetti saját kiadójának is, amikor mint tenorszaxofonos működött, majd Charlie Parkert hallva egy életre lerakta a hangszert és az lett az életcélja, hogy megörökítsen annyi Parker szólót (és csak a szólót) amennyit tud.

## Fordítás
- Ez a szócikk részben vagy egészben a  Charlie Parker című angol Wikipédia-szócikk fordításán alapul.  Az eredeti cikk szerkesztőit annak laptörténete sorolja fel. Ez a jelzés csupán a megfogalmazás eredetét és a szerzői jogokat jelzi, nem szolgál a cikkben szereplő információk forrásmegjelöléseként. Ez a szócikk részben vagy egészben a  Dean Benedetti című angol Wikipédia-szócikk fordításán alapul.  Az eredeti cikk szerkesztőit annak laptörténete sorolja fel. Ez a jelzés csupán a megfogalmazás eredetét és a szerzői jogokat jelzi, nem szolgál a cikkben szereplő információk forrásmegjelöléseként.